# پیانچری
پیانچری (به ایتالیایی: Pianceri) یک منطقهٔ مسکونی در ایتالیا است که در پرای واقع شده‌است. پیانچری ۴۷۷ نفر جمعیت دارد و ۵۲۰ متر بالاتر از سطح دریا واقع شده‌است.

## تاریخچه
کلیسای محلی سان گراتو در سال ۱۶۲۹ تأسیس شد. از ۱۷۳۶ تا ۱۹۲۸ پیانچری یک مجتمع مجزا (شهرداری) شد.